# Стеван Магазиновић
Стеван Магазиновић (Шабац, 1804 — Београд, 16. фебруар 1874) био је српски политичар и судија. Био је председник Врховнога суда, министар унутрашњих послова и министар спољних послова. Председник владе био је од 1858. до 1859. у време смене династија.

## Биографија

### Младост
Стеван Магазиновић је рођен 1804. у Шапцу. За време Првога српскога устанка пред Османлијама је као дете избегао у Руму, где је одрастао и похађао школу. Вратио се у Шабац, а пошто је остао без оца, мајка му се преудала за Магазиновића, чије презиме је и он касније носио. Током 1823. радио је као бесплатни практикант у шабачком окружном суду, а као писар у ваљевском суду радио је од 1824. до 1829.

### Председник врховнога суда
Прешао је као писар у канцеларију кнеза Милоша Обреновића. Током 1833. у Јадру и Рађевини у име кнеза Милоша пописивао је спахијски десетак и нагађао се са спахијама око њега. Исте године постао је поцерски капетан. Током 1835. постао је члан шабачкога исправништва, а 1837. кнез га је унапредио у мајора. За председника шабачкога окружнога суда постављен је 1839. Током 1840. именован је за председника рудничкога суда, 1841. за председника београдскога окружнога суда, а крајем 1842. за председника апелационога суда. Напредовао је даље, па је 1846. постао члан, а 1852. председник Врховнога суда.

### Државни савет и Тенкина завера
Током 1854. постао је члан Државнога савета и на тој дужности се задржао до 1859. Министар унутрашњих послова постао је 1854. и на тој дужности је остао до краја 1855. Након Тенкине завере дошло је у питање Магазиновићево место у Државноме савету. Стефан Стефановић Тенка и још тројица чланова Савета су затворени, јер су спремали заверу против кнеза Александра Карађорђевића. Пошто је велики део Државнога савета био против кнеза, завера охрабрила је кнеза на једну врсту државнога удара против Савета. Тражено од шест чланова Савета, укључујући и Магазиновића, да поднесу оставке, јер су компромитовани, а ако то не учине да би могли да буду осуђени. Свих шест саветника укључујући и Магазиновића поднели су оставке да би избегли робију.

### Председник владе
Након мисије Есад-паше марта 1858. кнез Александар Карађорђевић је био присиљен да Магазиновића и остале смењене саветнике врати у Савет. Одмах након тога успостављена је и нова влада. Стеван Магазиновић је именован за кнежева представника тј. председника владе, а на том положају био је од 31. марта 1858. до 7. априла 1859. За време његовога мандата извршени су избори за Светоандрејску скупштину. У исто време био је и министар спољних послова. Након доласка кнеза Милоша још једно време је био председник владе, а онда је дао оставку и отишао у пензију. Опоруком је своје имање дао за просвету. Умро је 16. фебруара 1874. (4. фебруара по старом календару).